# Hedera taurica
Hedera taurica là một loài thực vật có hoa trong Họ Cuồng cuồng. Loài này được (Hibberd) Carrière mô tả khoa học đầu tiên năm 1890.